# Шкільна липа
Шкільна́ ли́па — вікове дерево, ботанічна пам'ятка природи місцевого значення в Україні. Зростає біля школи в селі Великі Млинівці Кременецького району Тернопільської області. 
Площа — 0,03 га. Оголошена об'єктом природно-заповідного фонду рішенням виконкому Тернопільської обласної ради № 554 від 21 грудня 1974 року. Перебуває у віданні Великомлинівецької сільради. 
Під охороною — 350-річна липа дрібнолиста діаметром 167 см.